# أوستين كولير
أوستين كولير (بالإنجليزية: Austin Collier)‏ (24 يوليو 1914 في المملكة المتحدة - 1 مايو 1991 في المملكة المتحدة) هو لاعب كرة قدم بريطاني (وحمل سابقاً جنسية المملكة المتحدة لبريطانيا العظمى وأيرلندا) في مركز الوسط. لعب مع كوين أوف ساوث ونادي بارتيك ثيسل ونادي روتشديل ونادي سلتيك ونادي هيبرنيان ونادي يورك سيتي ونادي سكاربورو ونادي هاليفاكس تاون وUpton Colliery F.C. ‏ وفريكلي أثلتيك ‏ ونادي جوول ‏ ونادي مانسفيلد تاون ونادي لانارك الثالث.